# 26 de fevereiro
26 de fevereiro é o 57.º dia do ano no calendário gregoriano. Faltam 308 dias para acabar o ano (309 em anos bissextos).

## Eventos históricos

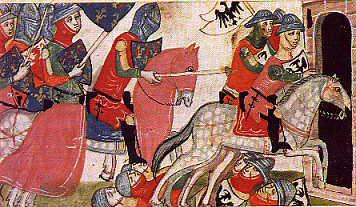
1266: Batalha de Benevento.

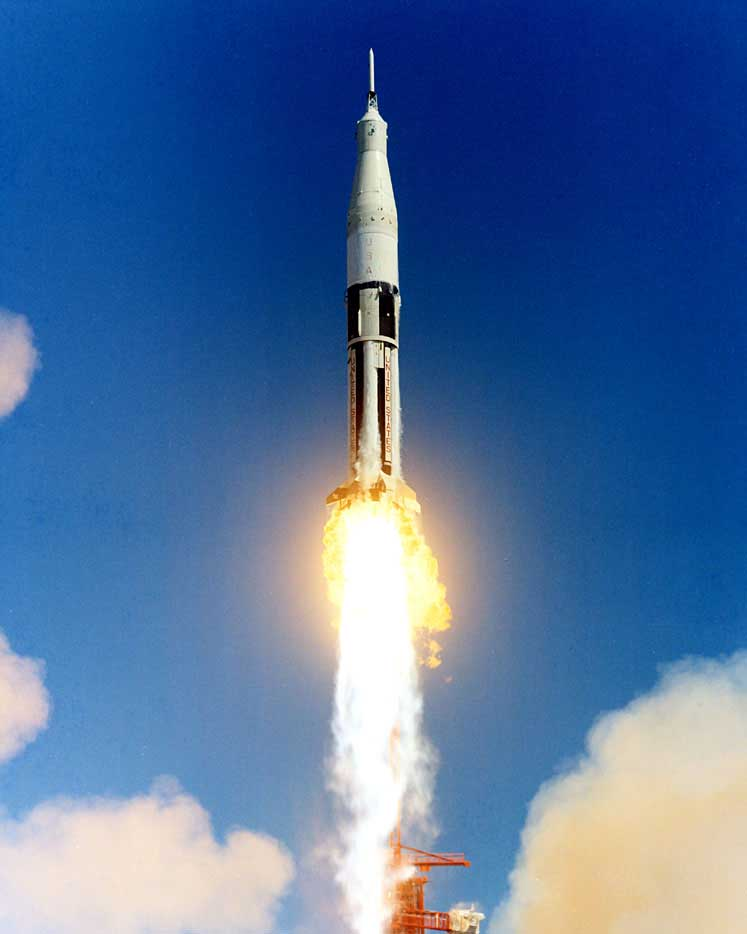
1966: Lançamento do AS-201, o primeiro voo do foguete Saturno IB.

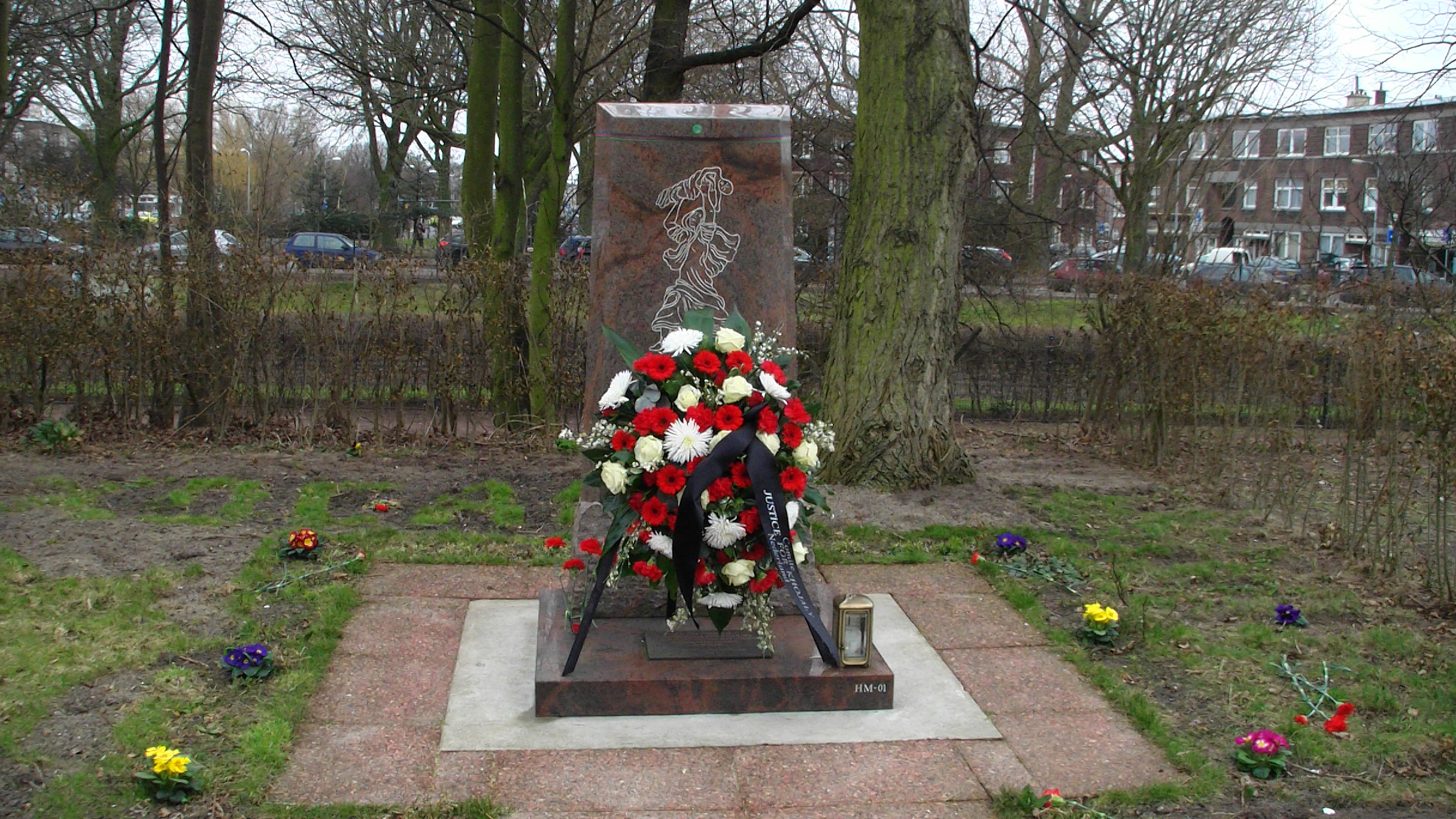
1992: Guerra de Nagorno-Karabakh: Massacre de Khojaly.

- 0747 a.C. — De acordo com Ptolomeu, a época (origem) da Era do rei Nabonassar começou ao meio-dia nesta data. Os historiadores usam isso para estabelecer a cronologia a.C. moderna para datar eventos históricos.
- 0320 — Chandragupta I é oficialmente coroado como o primeiro imperador do Império Gupta, na atual Índia.[1]
- 0364 — Valentiniano I é proclamado Imperador romano.
- 1266 — Batalha de Benevento: um exército liderado por Carlos I, Conde de Anjou, derrota as tropas combinadas da Alemanha e Sicília, lideradas pelo rei Manfredo da Sicília. Manfredo morre na batalha e o Papa Clemente IV investe Carlos como rei da Sicília e Nápoles.
- 1365 — O Reino de Ava e a cidade real de Ava são fundados pelo rei Thado Minbya, no atual Myanmar.[2]
- 1616 — Galileu Galilei é formalmente banido pela Igreja Católica por ensinar ou defender a visão de que a Terra orbita o Sol.
- 1794 — O primeiro Palácio de Christiansborg em Copenhague é incendiado.
- 1808 — A Família Real portuguesa parte de Salvador para o Rio de Janeiro onde se instalariam definitivamente.
- 1815 — O ex-imperador da França, Napoleão Bonaparte, foge da Ilha de Elba, onde fora exilado após ter sido destronado.
- 1848 — Proclamada a Segunda República Francesa.
- 1860 — Descoberta do Cometa Olinda, por Emmanuel Liais. O cometa foi o primeiro a ser descoberto em solo brasileiro.
- 1871 — É assinado em Versalhes, por Adolphe Thiers e Jules Favre, de um lado, e Bismarck no outro, o tratado preliminar de paz entre França e Alemanha, cujos planos seriam frustrados pelo levante parisiense com a Comuna de Paris.
- 1876 — Japão e Coreia assinam um tratado que concede direitos de extraterritorialidade aos cidadãos japoneses, abrindo três portos para o comércio japonês e abolindo a situação da Coreia como um Estado tributário da dinastia Qing chinesa.
- 1906 — No Brasil, o Convênio de Taubaté é assinado entre os governadores dos Estados de São Paulo, Minas Gerais e Rio de Janeiro.
- 1909 — Kinemacolor, o primeiro processo bem-sucedido de filme a cores, é mostrado pela primeira vez ao público em geral em Londres.
- 1914 — HMHS Britannic, irmão do RMS Titanic, é lançado no estaleiro Harland and Wolff em Belfast, Reino Unido.
- 1935
  - Adolf Hitler ordena que a Luftwaffe seja reformada, violando os termos do Tratado de Versalhes.
  - Robert Watson-Watt realiza uma demonstração perto de Daventry que leva diretamente ao desenvolvimento do radar no Reino Unido.
- 1936 — No Incidente de 26 de fevereiro, jovens oficiais militares japoneses tentam um golpe contra o governo de seu país.
- 1945 — Segunda Guerra Mundial: as tropas americanas recuperam a ilha filipina de Corregidor dos japoneses.[3]
- 1960
  - Um avião da Alitalia com destino a Nova York cai em um cemitério em Shannon, Irlanda, logo após a decolagem, matando 34 das 52 pessoas a bordo.[4]
  - Um avião da Aeroflot com destino a Kiev cai ao se aproximar do aeroporto de Snilow, em Lviv, matando 32 das 33 pessoas a bordo.[5]
- 1966 — Programa Apollo: lançamento do AS-201, o primeiro voo do foguete Saturno IB.
- 1971 — O Secretário-geral das Nações Unidas, U Thant assina a proclamação do equinócio vernal das Nações Unidas como o Dia da Terra.
- 1980 — Egito e Israel estabelecem relações diplomáticas plenas.
- 1992 — Guerra de Nagorno-Karabakh: Massacre de Khojaly: as forças armadas armênias abrem fogo contra civis azeris em um posto militar fora da cidade de Khojaly deixando centenas de mortos.
- 1993 — Atentado ao World Trade Center: na cidade de Nova Iorque, um caminhão-bomba estacionado abaixo da Torre Norte do World Trade Center explode, matando seis pessoas e ferindo mais de mil.
- 2009 — Iniciam-se as emissões do canal noticioso português TVI24, com a apresentação do Jornal do Dia.
- 2012 — Trayvon Martin é baleado e morto aos 17 anos de idade em Sanford, Estados Unidos.
- 2013 — Um balão de ar quente cai perto de Luxor, no Egito, matando 19 pessoas.
- 2017 — Eclipse solar ocorre e é visível em partes da América do Sul, da África e da Antártida.
- 2020 — A pandemia de COVID-19 no Brasil teve início após a confirmação de uma pessoa que retornou da Itália e testou positivo para o SARS-CoV-2, causador da COVID-19.
- 2021 — Mais de 279 estudantes com idades entre 10 e 17 anos são sequestradas por bandidos no estado de Zanfara, Nigéria.

## Nascimentos

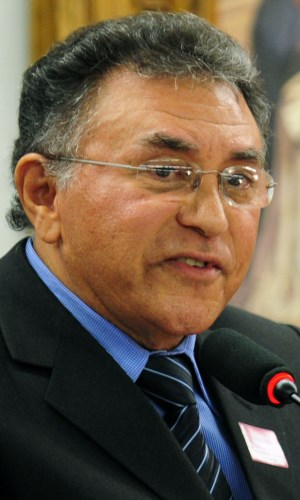
Odilon de Oliveira

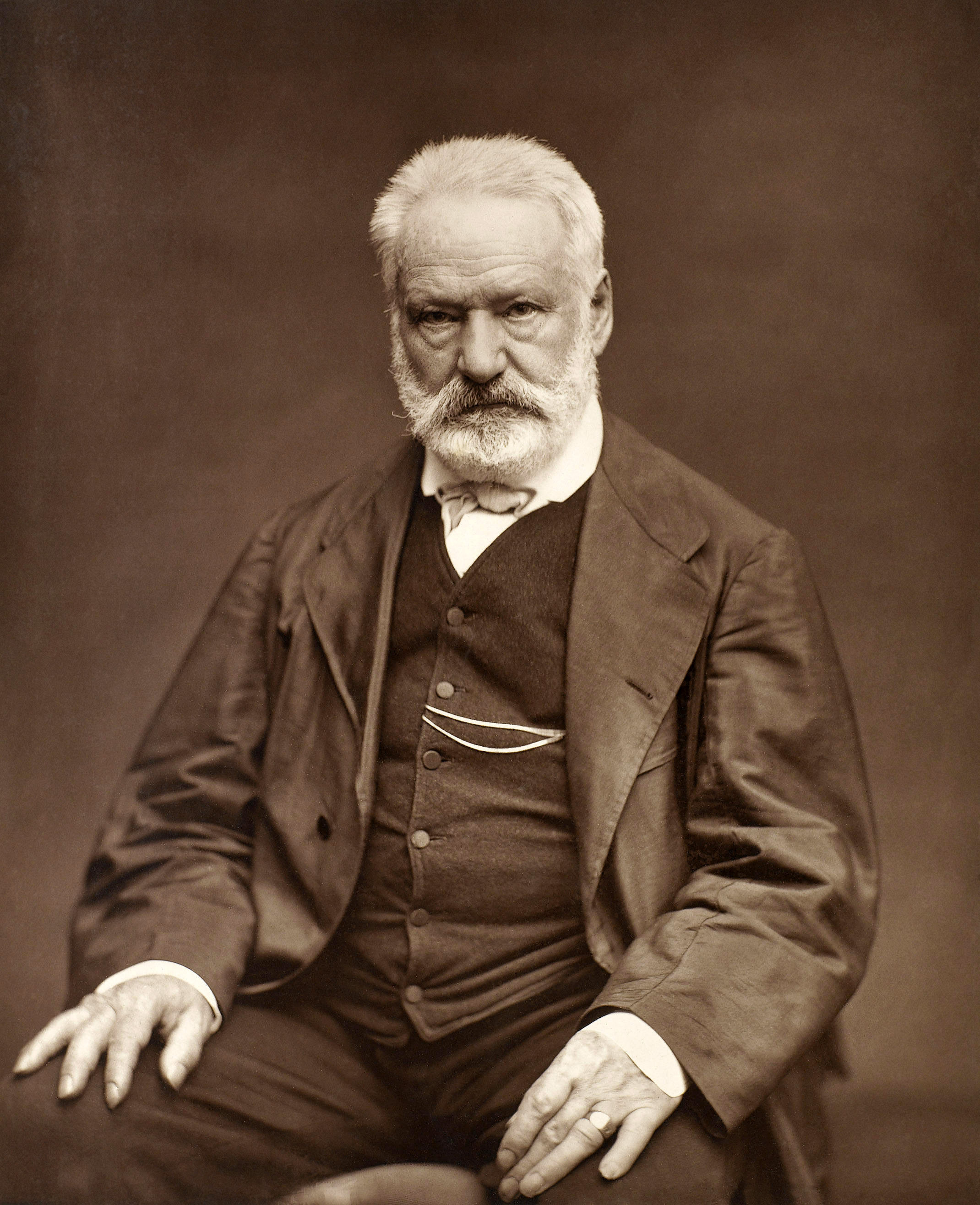
Victor Hugo

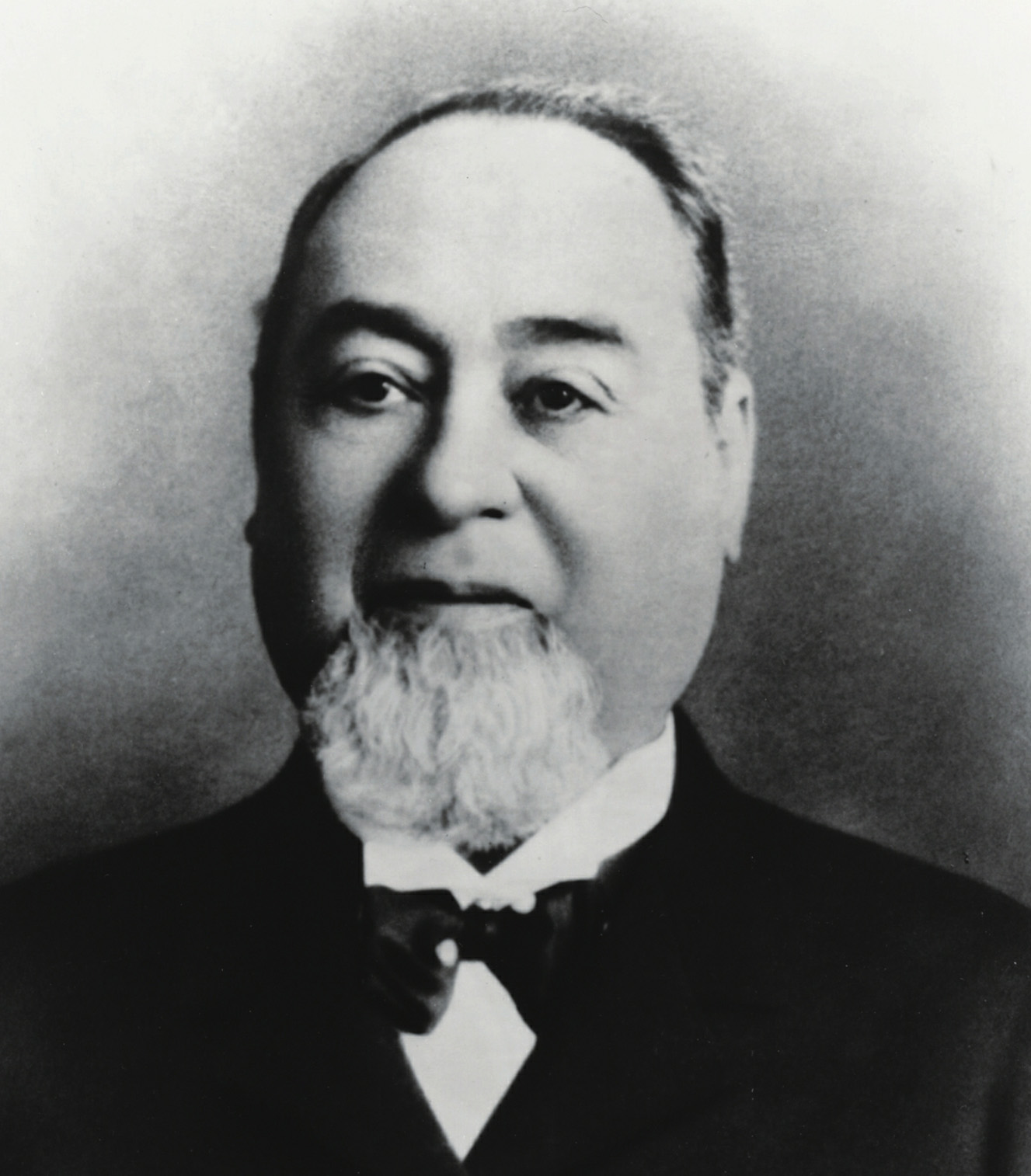
Levi Strauss

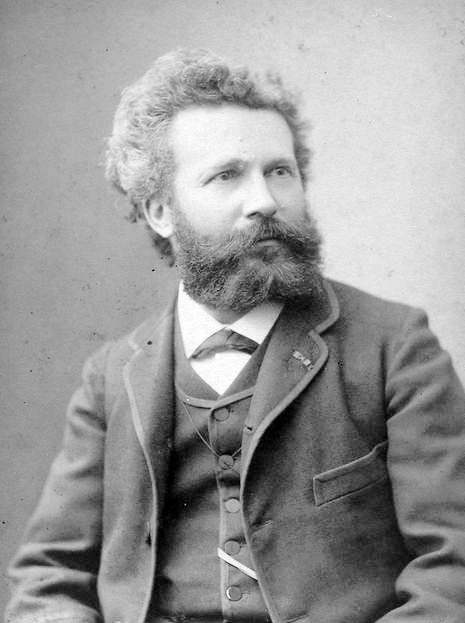
Camille Flammarion

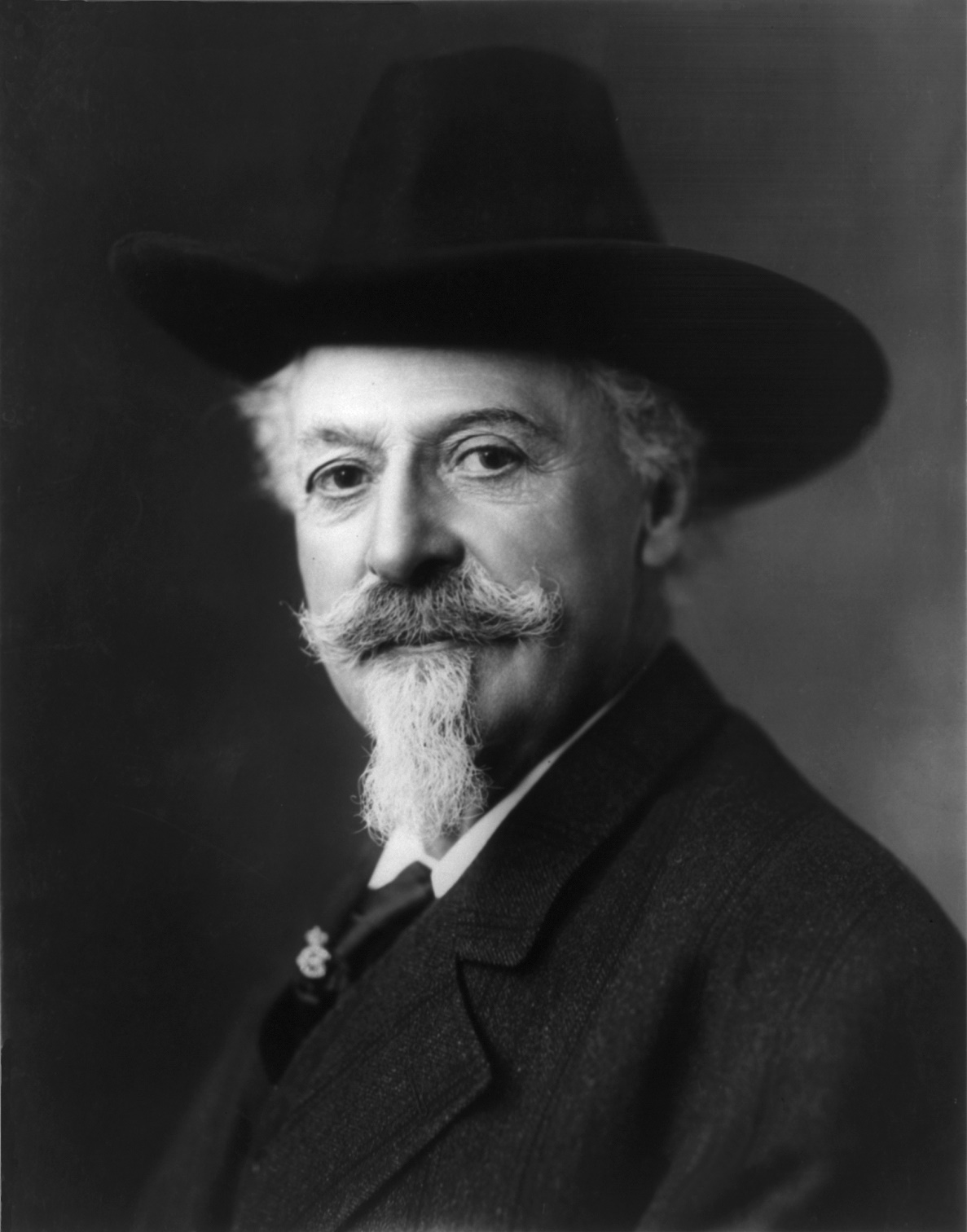
Buffalo Bill

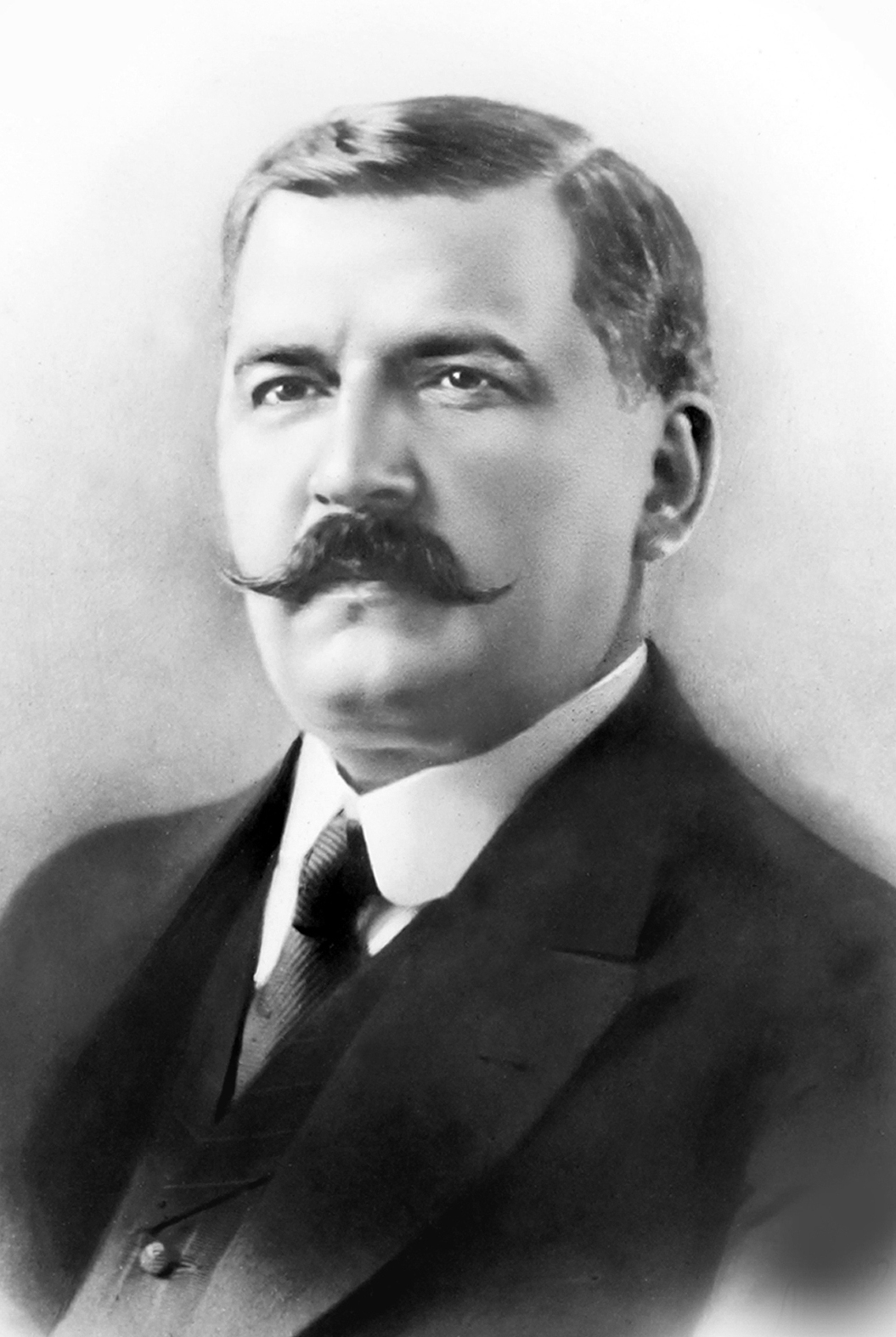
Venceslau Brás

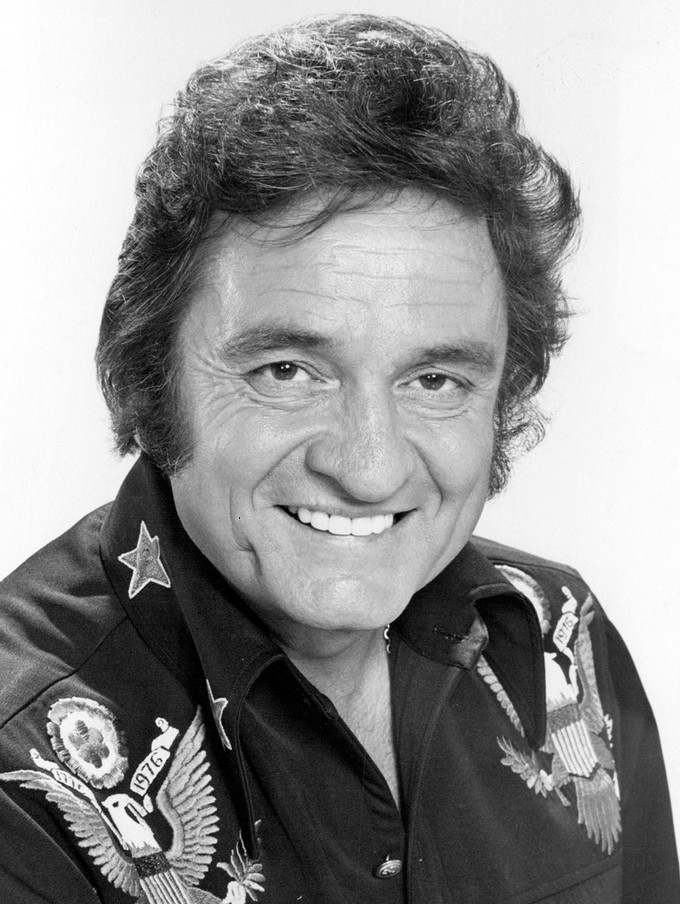
Johnny Cash

### Anterior ao século XIX
- 1361 — Venceslau IV da Boêmia (m. 1419).
- 1416 — Cristóvão da Baviera (m. 1448).
- 1564 — Christopher Marlowe, dramaturgo, poeta e tradutor inglês (m. 1593).
- 1584 — Alberto VI, Duque da Baviera-Leuchtenberg (m. 1666).
- 1587 — Stefano Landi, compositor e educador italiano (m. 1639).
- 1629 — Archibald Campbell, 9.º Conde de Argyll (m. 1685).
- 1671 — Anthony Ashley-Cooper, 3.º Conde de Shaftesbury (m. 1713).
- 1672 — Agostinho Calmet, monge e teólogo francês (m. 1757).
- 1715 — Claude-Adrien Helvétius, filósofo francês (m. 1771).
- 1718 — Johan Ernst Gunnerus, bispo, botânico e zoólogo norueguês (m. 1773).
- 1720 — Gian Francesco Albani, cardeal italiano (m. 1803).
- 1746 — Maria Amália da Áustria (m. 1804).
- 1770 — Anton Reicha, Compositor e flautista boêmio (m. 1836).
- 1786 — François Arago, matemático e político francês (m. 1853).

### Século XIX
- 1802 — Victor Hugo, escritor, poeta e dramaturgo francês (m. 1885).
- 1808 — Honoré Daumier, pintor, ilustrador e escultor francês (m. 1879).
- 1829 — Levi Strauss, designer de moda teuto-americano. (m. 1902).
- 1842 — Camille Flammarion, astrônomo e escritor francês (m. 1925).
- 1846 — Buffalo Bill, soldado e caçador estadunidense (m. 1917).
- 1852 — John Harvey Kellogg, cirurgião americano (m. 1943).
- 1857 — Émile Coué, psicólogo e farmacêutico francês (m. 1926).
- 1861 — Fernando I da Bulgária (m. 1948).
- 1868 — Venceslau Brás, advogado e político brasileiro, 9.° presidente do Brasil (m. 1966).
- 1869 — Nadejda Krupskaia, militar e política russa (m. 1939).
- 1879 — Frank Bridge, compositor britânico (m. 1941).
- 1882 — Husband E. Kimmel, almirante norte-americano (m. 1968).
- 1885 — Aleksandras Stulginskis, agricultor e político lituano (m. 1969).
- 1887
  - William Frawley, ator estadunidense (m. 1966).
  - Stefan Grabiński, escritor e educador polonês (m. 1936).
- 1893 — I. A. Richards, crítico literário britânico (m. 1979).
- 1896 — Andrei Jdanov, funcionário público e político ucraniano-russo (m. 1948).
- 1899 — Max Petitpierre, jurista e político suíço (m. 1994).

### Século XX

#### 1901–1950
- 1903
  - Giulio Natta, químico e acadêmico italiano, ganhador do Prêmio Nobel (m. 1979).
  - Orde Wingate, general britânico (m. 1944).
- 1905 — Robert Byron, escritor britânico (m. 1941).
- 1906 — Madeleine Carroll, atriz britânica (m. 1987).
- 1907 — Dub Taylor, ator estadunidense (m. 1994).
- 1908 — Tex Avery, animador, produtor e dublador estadunidense (m. 1980).
- 1909 — Talal da Jordânia (m. 1972).
- 1910
  - José Junqueira de Oliveira, futebolista brasileiro (m. 1985).
  - Daniël Noteboom, enxadrista neerlandês (m. 1932).
- 1911 — Tarō Okamoto, pintor e escultor japonês (m. 1996).
- 1912 — Dane Clark, ator norte-americano (m. 1998).
- 1914
  - Robert Alda, ator, cantor e diretor estadunidense (m. 1986).
  - Fritz Landertinger, canoísta austríaco (m. 1943).
- 1916 — Jackie Gleason, ator e cantor estadunidense (m. 1987).
- 1917 — Robert La Caze, automobilista franco-marroquino (m. 2015).
- 1918 — Theodore Sturgeon, escritor e crítico estadunidense (m. 1985).
- 1920
  - Tony Randall, ator, diretor e produtor americano (m. 2004).
  - José Mauro de Vasconcelos, escritor brasileiro (m. 1984).
  - Hilmar Baunsgaard, político dinamarquês (m. 1989).
- 1921 — Betty Hutton, atriz e cantora estadunidense (m. 2007).
- 1922 — Margaret Leighton, atriz britânica (m. 1976).
- 1923 — Isaurinha Garcia, cantora brasileira (m. 1993).
- 1924 — Noboru Takeshita, militar e político japonês (m. 2000).
- 1926 — Verne Gagne, jogador, lutador e treinador de futebol americano estadunidense (m. 2015).
- 1928
  - Fats Domino, cantor, compositor e pianista estadunidense (m. 2017).
  - Anatoli Filipchenko, cosmonauta russo (m. 2022).
  - Evanildo Bechara, professor, gramático e filólogo brasileiro (m. 2025).
  - Ariel Sharon, general e político israelense (m. 2014).
- 1929 — Fernando Echevarría, poeta português (m. 2021).
- 1930 — Yara Lins, atriz brasileira (m. 2004).
- 1931
  - Ally MacLeod, futebolista e treinador de futebol britânico (m. 2004).
  - Robert Novak, jornalista e escritor estadunidense (m. 2009).
- 1932 — Johnny Cash, cantor, compositor, guitarrista e ator estadunidense (m. 2003).
- 1933 — Godfrey Cambridge, ator e comediante norte-americano (m. 1976).
- 1935
  - Cícero Sandroni, jornalista e escritor brasileiro (m. 2025).
  - Dorval Rodrigues, futebolista brasileiro (m. 2021).
- 1936 — José Policarpo, cardeal português (m. 2014).
- 1939 — Chuck Wepner, ex-boxeador norte-americano.
- 1940
  - Vadim Kapranov, jogador e treinador de basquete russo (m. 2021).
  - Agneta Pleijel, escritora sueca.
- 1941 — Don Schain, diretor, produtor de cinema e roteirista norte-americano (m. 2015).
- 1942 — Jozef Adamec, futebolista e treinador de futebol eslovaco (m. 2018).
- 1943
  - Bill Duke, ator e diretor estadunidense.
  - Dante Ferretti, diretor de arte e figurinista italiano.
- 1944
  - Ronald Lauder, empresário e diplomata norte-americano.
  - Déo Rian, músico brasileiro.
  - Maria Creuza, cantora brasileira.
  - Volodymyr Kaplychnyi, futebolista e treinador de futebol ucraniano (m. 2004).
- 1945
  - Bob Hite, cantor, compositor e músico norte-americano (m. 1981).
  - Marta Kristen, atriz norueguesa-americana.
  - Juan Carlos Buzzetti, treinador de futebol uruguaio.
- 1946
  - Colin Bell, futebolista britânico (m. 2021).
  - Ahmed Zewail, químico e acadêmico egípcio-americano, ganhador do Prêmio Nobel (m. 2016).
- 1947
  - Sandie Shaw, cantora e psicoterapeuta britânica.
  - Janusz Kierzkowski, ciclista polonês (m. 2011).
- 1948 — Ruy Castro, jornalista e escritor brasileiro.
- 1949
  - Simon Crean, líder sindical e político australiano (m. 2023).
  - Elizabeth George, escritora e educadora norte-americana.
  - Emma Kirkby, soprano britânica.
  - Odilon de Oliveira, ex-magistrado e político brasileiro.
- 1950
  - Jonathan Cain, cantor, compositor, tecladista e produtor americano.
  - Helen Clark, acadêmica e política neozelandesa.

#### 1951–2000
- 1951
  - Altay Veloso, cantor e compositor brasileiro.
  - Ramón Heredia, ex-futebolista argentino.
- 1952 — Sebastião Miranda da Silva Filho, ex-futebolista brasileiro.
- 1953
  - Michael Bolton, cantor, compositor e ator estadunidense.
  - Virgílio Castelo, ator, encenador e apresentador português.
- 1954
  - Ernesto Augusto de Hanôver.
  - Recep Tayyip Erdoğan, político turco.
  - Leon de Winter, escritor neerlandês.
- 1955
  - Andreas Maislinger, historiador e acadêmico austríaco.
  - Rita Ferro, escritora portuguesa.
- 1956
  - Giampaolo Mazza, treinador de futebol italiano.
  - Milan Babić, político sérvio (m. 2006).
- 1957 — Keena Rothhammer, ex-nadadora norte-americana.
- 1958
  - Michel Houellebecq, escritor, poeta, roteirista e diretor francês.
  - Greg Germann, ator e diretor norte-americano.
  - Susan Helms, general, engenheira e astronauta norte-americana.
  - Tim Kaine, advogado e político norte-americano.
- 1959 — Ahmet Davutoğlu, cientista político, acadêmico e político turco.
- 1960 — Birgit Treiber, ex-nadadora alemã.
- 1961 — Louis-Paul Mfédé, futebolista camaronês (m. 2013).
- 1962 — Domingos Montagner, ator brasileiro (m. 2016).
- 1963
  - Chase Masterson, atriz, cantora e ativista norte-americana.
  - Bernardo Redín, ex-futebolista e treinador de futebol colombiano.
- 1964
  - Mark Dacascos, ator norte-americano.
  - Fabián Basualdo, ex-futebolista argentino.
- 1965 — Hernán Díaz, ex-futebolista argentino.
- 1966
  - Najwa Karam, cantora libanesa.
  - Navarro Montoya, ex-futebolista colombiano-argentino.
- 1967
  - Kazuyoshi Miura, futebolista japonês.
  - Nelson Saúte, escritor, professor e comentarista político moçambicano.
  - Paulo Pires, ator português.
- 1968 — Tim Commerford, baixista norte-americano.

- 1969 — Hitoshi Sakimoto, compositor e produtor musical japonês.
- 1971
  - Erykah Badu, cantora, compositora, produtora e atriz estadunidense.
  - Max Martin, produtor musical e compositor sueco-americano.
  - Hélène Ségara, cantora, compositora e atriz francesa.
  - Sean Baker, cineasta norte-americano.
- 1972 — Roberto Sallouti, empresário e economista brasileiro.
- 1973
  - Marshall Faulk, ex-jogador de futebol americano estadunidense.
  - ATB, DJ alemão.
  - Ole Gunnar Solskjær, ex-futebolista e treinador de futebol norueguês.
  - Jenny Thompson, nadadora estadunidense.
- 1974 — Sébastien Loeb, automobilista francês.
- 1975
  - Radka Kovaříková, patinadora artística tcheca.
  - Raquel Nunes, atriz brasileira.
  - Aleksandr Bocharov, ex-ciclista russo.
- 1976
  - Nalini Anantharaman, matemático francês.
  - Stanislav Vlček, ex-futebolista tcheco.
- 1977 — Shane Williams, jogador de rugby britânico.
- 1978
  - Marc Hynes, automobilista britânico.
  - Mohammed Noor, ex-futebolista saudita.
  - Abdoulaye Diagne-Faye, ex-futebolista senegalês.
- 1979
  - Corinne Bailey Rae, cantora britânica.
  - Pedro Mendes, ex-futebolista português.
  - Pascal Kalemba, futebolista congolês (m. 2012).
- 1980
  - Steve Blake, jogador de basquete norte-americano.
  - Júlio César da Silva e Souza, ex-futebolista brasileiro.
  - Martin Jakubko, ex-futebolista eslovaco.
- 1981
  - Tomislav Dujmović, ex-futebolista croata.
  - Miá Mello, atriz e apresentadora brasileira.
- 1982
  - Sidraílson, ex-futebolista brasileiro.
  - Na Li, ex-tenista chinesa.
  - Nate Ruess, cantor e compositor norte-americano.
- 1983 — Pepe, ex-futebolista luso-brasileiro.
- 1984
  - Emmanuel Adebayor, ex-futebolista togolês.
  - Natalia Lafourcade, cantora e compositora mexicana.
  - Beren Saat, atriz turca.
  - Alex De Angelis, motociclista samarinês.
  - Eñaut Zubikarai, futebolista espanhol.
- 1985
  - Makelele, futebolista brasileiro.
  - Fernando Llorente, ex-futebolista espanhol.
  - Mike Robertson, snowboarder canadense.
  - Sanya Richards-Ross, atleta norte-americana.
  - Pentagón Jr., wrestler mexicano.
- 1986
  - Leila Lopes, modelo angolana.
  - Georg Niedermeier, futebolista alemão.
  - Guo Shuang, ciclista chinesa.
  - Nacho Monreal, ex-futebolista espanhol.
  - Teresa Palmer, atriz e modelo australiana.
  - Marcos Castro, ator, comediante e youtuber brasileiro.
- 1987
  - Jean-Philippe Sabo, ex-futebolista francês.
  - Ricardo Noir, futebolista argentino.
  - Juraj Kucka, futebolista eslovaco.
- 1988
  - Kim Yeon-koung, jogadora de vôlei sul-coreana.
  - Sven Kums, futebolista belga.
- 1989
  - Jair Baylón, futebolista peruano.
  - Marwan Mohsen, futebolista egípcio.
- 1990 — Guido Pizarro, futebolista argentino.
- 1991
  - CL, cantora sul-coreana.
  - Caitlin Leverenz, ex-nadadora norte-americana.
  - Max Lloyd-Jones, ator britânico.
- 1992
  - Danilo Mesquita, ator e cantor brasileiro.
  - Leandro González Pírez, futebolista argentino.
  - Matz Sels, futebolista belga.
- 1993
  - Morgan Brian, futebolista norte-americana.
  - Jesé Rodríguez, futebolista espanhol.
  - Tiago Ilori, futebolista português.
  - Fabian Hürzeler, ex-futebolista e treinador de futebol teuto-americano.
- 1994 — Jordan King, automboilista britânico.
- 1995
  - Gleici Damasceno, atriz e influenciadora digital brasileira.
  - Gergő Zalánki, jogador de polo aquático húngaro.
- 1997
  - Malcom, futebolista brasileiro.
  - Albian Ajeti, futebolista suíço.
- 2000 — Yeat, rapper estadunidense.

### Século XXI
- 2001
  - Léo Realpe, futebolista equatoriano.
  - Lucão, futebolista brasileiro.
- 2002 — Gerard Martín, futebolista espanhol.
- 2003 — Jamal Musiala, futebolista alemão.
- 2004 — Hadrien David, automobilista francês.
- 2006 — Nell Cattrysse, atriz belga.

## Mortes

### Anterior ao século XIX
- 0420 — Porfírio de Gaza, bispo e santo grego (n. 347).
- 1154 — Rogério II da Sicília (n. 1095).
- 1266 — Manfredo, rei da Sicília (n. 1231).
- 1275 — Margarida de Inglaterra, rainha consorte dos escoceses (n. 1240).
- 1360 — Rogério Mortimer, 2º conde de March (n. 1328).
- 1525 — Cuauhtémoc, imperador asteca (n. 1502).
- 1577 — Érico XIV da Suécia (n. 1533).
- 1603 — Maria da Áustria, Imperatriz Romano-Germânica (n. 1528).
- 1611 — Antonio Possevino, padre e diplomata italiano (n. 1533).
- 1638 — Bachet de Méziriac, matemático e linguista francês (n. 1581).
- 1726 — Maximiliano II Emanuel, Eleitor da Baviera (n. 1662).
- 1770 — Giuseppe Tartini, compositor e violinista italiano (n. 1692).

### Século XIX
- 1815 — Frederico Josias de Saxe-Coburgo-Saalfeld (n. 1737).
- 1821 — Joseph de Maistre, advogado e diplomata francês (n. 1753).
- 1883
  - Miguel Ângelo Lupi, pintor português (n. 1826).
  - Aléxandros Kumundúros, advogado e político grego (n. 1817).
- 1884 — Charles Badham, sacerdote britânico (n. 1813).
- 1887 — Anandi Gopal Joshi, primeira médica indiana (n. 1865).
- 1889 — Madre Paula Montalt, freira e santa cristã espanhola (n. 1799).

### Século XX
- 1902 — Baptista de Andrade, militar português (n. 1811).
- 1910 — Henri d'Arbois de Jubainville, historiador e filólogo francês (n. 1827).
- 1921 — Carl Menger, economista e acadêmico polonês-austríaco (n. 1840).
- 1930 — Mary Whiton Calkins, filósofa e psicóloga americana (n. 1863).
- 1931 — Otto Wallach, químico e acadêmico alemão, ganhador do Prêmio Nobel (n. 1847).
- 1936
  - Takahashi Korekiyo, contador e político japonês (n. 1854).
  - Saito Makoto, almirante e político japonês (n. 1858).
  - Jaime de Magalhães Lima, escritor e filósofo português (n. 1859).
- 1943 — Theodor Eicke, general alemão (n. 1892).
- 1947 — Heinrich Häberlin, juiz e político suíço (n. 1868).
- 1952 — Theódoros Pagálos, general e político grego (n. 1878).
- 1954 — William Ralph Inge, escritor britânico (n. 1860).
- 1961 — Maomé V de Marrocos (n. 1909).
- 1966 — Vinayak Damodar Savarkar, poeta e político indiano (n. 1883).
- 1969
  - Levi Eshkol, militar e político israelense (n. 1895).
  - Karl Jaspers, psiquiatra e filósofo suíço-alemão (n. 1883).
- 1981 — Robert Aickman, escritor e ativista britânico (n. 1914).
- 1985 — Tjalling Koopmans, economista e matemático neerlandês-americano, ganhador do Prêmio Nobel (n. 1910).
- 1992 — Older Cazarré, ator e dublador brasileiro (n. 1935).
- 1994 — Bill Hicks, comediante americano (n. 1961).
- 1995 — Jack Clayton, diretor e produtor britânico (n. 1921).
- 1998 — Theodore Schultz, economista e acadêmico americano, ganhador do Prêmio Nobel (n. 1902).

### Século XXI
- 2002 — Lawrence Tierney, ator estadunidense (n. 1919).
- 2003 — Christian Goethals, automobilista belga (n. 1928).
- 2004 — Boris Trajkovski, político macedônio (n. 1956).
- 2005 — Jef Raskin, cientista da computação americano (n. 1943).
- 2007 — Sônia Oiticica, atriz brasileira (n. 1918).
- 2008 — Buddy Miles, baterista norte-americano (n. 1947).
- 2009
  - Wendy Richard, atriz britânica (n. 1943).
  - Johnny Kerr, jogador, treinador de basquete e comentarista esportivo estadunidense (n. 1932).
- 2010
  - Nujabes, produtor musical, DJ, compositor e arranjador japonês (n. 1974).
  - Eliseu Santos, político brasileiro (n. 1946).
  - Séverin Blanchet, cineasta e documentarista francês (n. 1943).
- 2011 — Arnošt Lustig, escritor, dramaturgo e roteirista tcheco (n. 1926).
- 2014 — Loureiro Neto, político e radialista português (n. 1952).
- 2016
  - Andy Bathgate, jogador, treinador e dirigente de hóquei no gelo canadense (n. 1932).
  - Chico Rey, cantor brasileiro (n. 1953).
- 2019 — Tavito, cantor, músico e compositor brasileiro (n. 1948).
- 2020
  - Paulo Duque, político brasileiro (n. 1927)
  - Henrique Ruivo, professor e artista plástico português (n. 1935)
- 2021
  - Michael Somare, político papuásio (n. 1936)
  - Alfredo Quintana, handebolista luso-cubano (n. 1988)
  - Hannu Mikkola, automobilista finlândes (n. 1942)
- 2022 - Danny Ongais, automobilista norte-americano (n. 1942)
- 2023
  - Alberto Mario González, futebolista argentino (n. 1941)
  - Francisco Osorto, futebolista salvadorenho (n. 1957)
  - Bob Richards, atleta norte-americano (n. 1926)
  - Mário Lucunde, bispo angolano (n. 1957)
- 2024
  - Jacob Rothschild, 4.º Barão Rothschild, empresário britânico (n. 1936)
  - Stein Winge, ator norueguês (n. 1940)
  - Salah Larbes, futebolista argelino (n. 1952)
- 2025 — Gene Hackman, ator estadunidense (n. 1930).

## Feriados e eventos cíclicos
- Dia do Comediante – Brasil

### Cristianismo
- Alexandre I de Alexandria
- Ciriaco Sancha y Hervás
- Isabel de França
- Paula Montalt
- Porfírio de Gaza

## Outros calendários
- No calendário romano era o 4º dia (IV) antes das calendas de março.
- No calendário litúrgico tem a letra dominical A para o dia da semana.
- No calendário gregoriano a epacta do dia é iii.